# Pequeño Jingán
El Pequeño Jingán (en chino, 小兴安岭; pinyin, Xiǎo Xīng'ān Lǐng; en ruso: Малый Хинган, Maly Jingan) es una cordillera de la provincia de Heilongjiang, en el nordeste de China y en partes adyacentes de Rusia, en el óblast de Amur y el óblast autónomo Hebreo.
La parte rusa forma parte de la Reserva natural de Jingán.

## Características

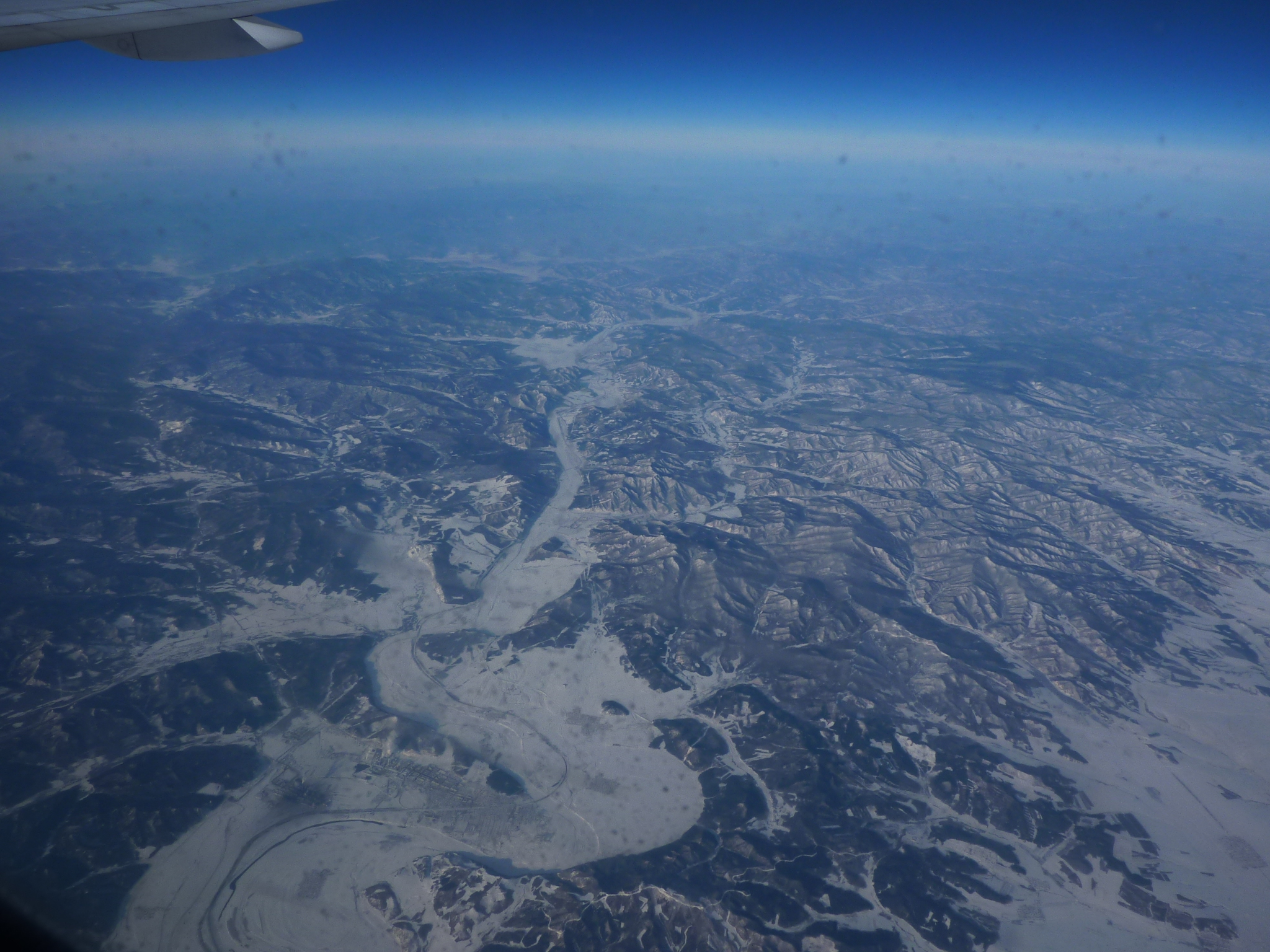
Vista aérea del Pequeño Jingán desde el aire en dirección a Haolianghe.

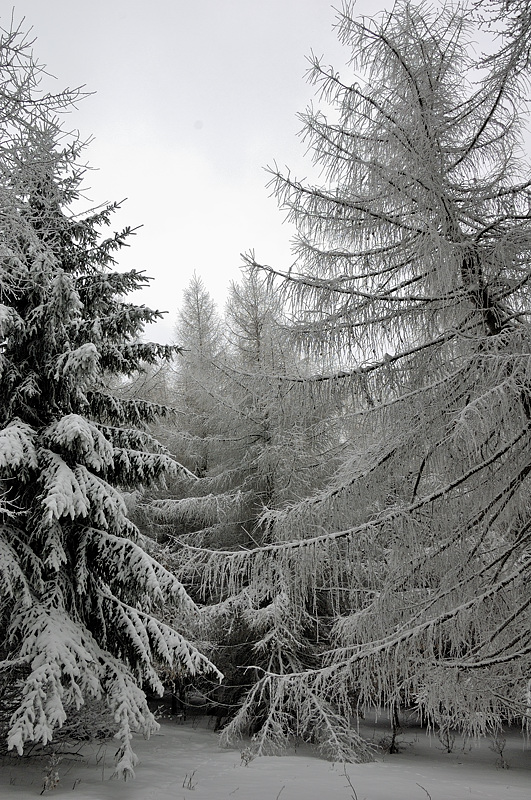
Taiga en las vertientes del Pequeño Jingán

En China, las montañas Jingán están divididas en el Gran Jingan y el Pequeño Jingán. El pequeño Jingán se extiende de noroeste a sudeste y separa el valle del Amur del valle del río Nenjiang. La montaña gira luego hacia el este y el nordeste, entrando en Rusia. La cordillera tiene una longitud de 400-500 km con una altitud media de 600 a 1000 m.
El río Amur, que forma la frontera con Rusia, atraviesa una garganta cuando cruza la cordillera.